# Гробище на Военноморската академия на САЩ
Гробището на Военноморската академия на Съединените щати се намира в кампуса на Академията в град Анаполис, в щата Мериленд.
Предназначено е предимно за погребение на високопоставени личности от Военноморските сили на САЩ.

## Известни погребани
- Адмирал Ърнест Кинг (1878 – 1956), командир на флота по време на Втората световна война
- Вицеадмирал Брус Маккендлес (1911 – 1968), носител на Медал на честта от Втората световна война
- Вицеадмирал К. Уейд МакКлъски (1902 – 1976), един от главните герои в битката при Мидуей
- Адмирал Арли Бърк (1901 – 1996), един от командирите на флота
- Адмирал Уилям Дж. Кроу (1925 – 2007), началник-щаб на Съединените щати.
- Сенатор Джон Маккейн (1936 – 2018), пилот на ВМС и кандидат за президент на САЩ.